# Довженко, Анна Денисовна
А́нна Дени́совна Довже́нко (1928—2007) — работник сельского хозяйства, доярка, Герой Социалистического Труда, Украинская ССР.

## Биография
Родилась 12 августа 1928 года в селе Октябрьское, ныне Прилуцкого района Черниговской области. Украинка.
Закончила сельскую школу, позже — Майновский сельскохозяйственный техникум.
С 1945 года работала в колхозе «10-летия Октября» Прилуцкого района. В течение 9 лет возглавляла сельскохозяйственное звено, после чего перешла дояркой на ферму, где вначале надаивала от каждой коровы порядка 4000 кг молока, а через несколько лет эта цифра выросла вдвое. В 1977 году надоила от каждой закреплённой за нею коровы по 8145 кг молока.
Депутат Верховного Совета СССР 5—10-го созывов.
Умерла в декабре 2007 года.

## Награды
- Герой Социалистического Труда (1958).
- Награждена тремя орденами Ленина, орденами Октябрьской Революции, Трудового Красного Знамени, Дружбы народов и медалями.